# Roosje Klap
Roosje Klap (Amsterdam, 26 april 1973) is een Nederlandse ontwerper, graficus, onderzoeker, en docent kunst- en design.

## Biografie
Roosje Klap studeerde aan de Gerrit Rietveld Academie in Amsterdam (1991-1996) en deed een doctoraatsstudie artistiek onderzoek aan de Universiteit Leiden (2020-2023).
Als ontwerper in haar eigen studio ARK legt Klap zich toe op visuele communicatie, vooral grafisch ontwerpen. De studio maakt op maat gemaakte visuele ontwerpen met een focus op interdisciplinaire samenwerking, vooral voor musea, galerieën, uitgevers en kunstenaars. 
Tussen 2013 en 2019 was ze adviseur en lid van de selectiecommissie  aan de Jan van Eyck Academie in Maastricht onder leiding van directeur Lex ter Braak. Sinds 1 maart 2024 is Klap lid van de Raad van Toezicht van de Gerrit Rietveld Academie, en sinds 2021 lid van de Raad van Toezicht van de Oude Kerk in Amsterdam.
Tussen 2013 en 2021 was Klap, samen met ontwerper Niels Schrader, co-hoofd van de afdeling Grafisch Ontwerp aan de Koninklijke Academie van Beeldende Kunsten in Den Haag. In 2017 richtten ze samen het tweejarige masterprogramma Non Linear Narrative op.
In 2014 nam Klap het initiatief voor de oprichting van de 'Design Displacement Group' (DDG), die zich richtte op de interdisciplinaire ontwikkeling van het grafisch ontwerp in een snel veranderend medialandschap. DDG was de voorloper van het het collectief ARK (Atelier Roosje Klap), dat ze in 2018 stichtte. Met dit collectief werkt zij aan al of niet zelf geïnitieerde projecten en opdrachten in wisselende internationale samenstellingen zoals kunstenaars, ontwerpers, architecten, curatoren, historici en restauratoren.
Op 1 mei 2024 wordt Roosje Klap algemeen directeur van Noorderlicht,een organisatie uit Groningen met internationale ambities die de fotografie in de communicatie en cultuur stimuleert en faciliteert. Zij wordt daarmee tegelijk directeur van de fotobiënnale Noorderlicht.

## Werk
Het ontwerp van letters staat vaak centraal voor Roosje Klap. Zij werkt, zelfstandig of met studio ARK, aan grafisch ontwerpen die onder meer toegepast worden in musea, tentoonstellingen, festivals, logo's, boeken, tijdschriften en andere projecten, zoals het Kröller-Müller Museum. In 2018 maakte ze een modecollectie voor de eveneens door haar ontworpen modetentoonstelling Femmes Fatales voor het Kunstmuseum in Den Haag, waarvoor zij meerdere modecatalogi heeft ontworpen.
Vanaf 1997 exposeerde zij haar werk in diverse solo- en groepstentoonstellingen, zowel in Nederland als daarbuiten. Zo ontwierp ze samen met haar ex-echtgenoot Kaleb de Groot de installatie Revisit Exquisit voor de laatste expositie in de Service Garage aan de Stephensonstraat 16 in Amsterdam in 2010, een initiatief van Frank Ammerlaan en Thijs Rhijnsburger. Na deze laatste expositie, waarvoor een gat in het dak werd gemaakt, met daaronder een atrium met spiegelruiten, werd het gebouw afgebroken. Voor deze tentoonstelling maakte zijn een seie typografische zeefdrukken op basis van een door haar ontworpen alfabet. Het alfabet is een terugkomend thema in haar grafisch werk. Andere voorbeelden van haar exposities zijn de Typografie Biënnale in Seoul, Zuid-Korea, het Graphic Design Festival Scotland, het Noorderlichtfestival en het Nationaal Digitaal Kunstmuseum in Taipei, Taiwan.
Voor 2007 kreeg ze een opdracht voor het Gerechtsgebouw De Appelaar. Samen met Yolanda Huntelaar maakte ze een driedimensionaal lettertype, dat gebruikt werd om versregels van dichter K. Michel te vertonen. 
In 2008 verbleef ze met haar gezin als artist in residence in het Chinese Xiamen bij het CEAC, Chinese European Art Center, en experimenteerde daar met implosies en explosies in een vissersdorp dat gesloopt zou worden.
In 2009 verzorgde zij het ontwerp van het boek De Zachte Atlas van Amsterdam van Jan Rothuizen.
In 2013 kreeg Roosje Klap de opdracht van PostNL om de serie postzegels 1001 Vrouwen uit de Nederlandse Geschiedenis te ontwerpen. Deze postzegels verschenen bij het gelijknamige boek van Els Kloek. De eerste zegel werd plechtig overhandigd aan koningin Máxima. In hetzelfde jaar ontwierp ze ook een andere postzegelserie, Da's Toch Een Kaart Waard die opgenomen werd in een korte documentaire over Roosje Klap in de serie Dutch Profiles.
Datzelfde jaar 2013 werkte Klap samen met architect Claudia Linders aan het ontwerp van de euromunt ter gelegenheid van de inauguratie van koning Willem-Alexander. Deze munt werd uitgegeven mede ter gelegenheid van het 200-jarig bestaan van het Koninkrijk der Nederlanden. Van deze twee-euromunt werden 3,5 miljoen stukken geslagen.
In 2021 verwierf de Nationale Collectie van Nederland haar zeefdrukserie Exquisit Revisit, die permanent wordt tentoongesteld bij de Raad voor de Kinderbescherming Amsterdam van het Ministerie van Justitie.
Verder ontwierp Klap in 2023 de tentoonstelling Plumbing The System in het Nederlandse paviljoen voor de 18e Internationale Architectuur Biënnale in Venetië, samengesteld door Jan Jongert.

## Onderscheidingen
- In 2011 ontving Klap een zilveren medaille op de European Design Award voor het ontwerp van de Encyclopedia of Fictional Artists/The Addition van de auteurs Koen Brams en Krist Gruijthuijsen
- In 2011 ontving Klap eveneens een zilveren medaille op de European Design Award voor het Rijksakademie Jaarverslag 2011 voor de Rijksakademie in Amsterdam[31][32]
- In 2022 ontving Klap, met ARK, een Gouden Kalf van het Nederlands Film Festival voor het project LAWKI [33] in de categorie Beste Digitale Culturele Productie 2022.[34]
- In 2023 won ze met ARK met het project Exploring Collaborative Boundaries in Hybrid Knowledge Creation de Digital Cultural Fellowship 2023-2024 van het Nederlands Film Festival.[35]